# Sięciaszka Trzecia
Sięciaszka Trzecia [pronunciación en polaco: /ɕɛnˈt͡ɕaʂka ˈtʂɛt͡ɕa/] es un pueblo en el distrito administrativo de Gmina Łuków, dentro del Distrito de Łuków, Voivodato de Lublin, en Polonia oriental. Se encuentra aproximadamente 8 kilómetros al oeste de Łuków y 76 kilómetros al norte de la capital regional, Lublin.